# Liebengrün
Liebengrün is een  dorp in de Duitse gemeente Remptendorf in het Saale-Orla-Kreis in Thüringen. Het dorp wordt voor het eerst genoemd in een oorkonde uit 1377. 
Het oorspronkelijke dorp ging vrijwel in zijn geheel in vlammen op in 1719. Nadat het opnieuw was opgebouwd brandde in 1906 nogmaals een groot deel af. Tot 1999 was Liebengrün een zelfstandige gemeente. In dat jaar werd het samen met een aantal andere kleine gemeenten in de omgeving bij Remptendorf gevoegd. 